# Pokal Nogometne zveze Slovenije 2011-2012
La Pokal Nogometne zveze Slovenije 2011./12. (in lingua italiana: Coppa della federazione calcistica slovena 2011-12), detta anche Hervis pokal Slovenije 2011./12. per motivi di sponsorizzazione, fu la ventunesima edizione della coppa nazionale di calcio della Repubblica di Slovenia.
A vincere fu il Maribor, al suo settimo titolo nella competizione.

Avendo i viola conquistato anche il campionato, l'ammissione al terzo turno di qualificazione alla UEFA Europa League 2012-2013 andò alla finalista sconfitta, il Celje.
Il capocannoniere fu Etien Velikonja, del Maribor, con 6 reti.

## Partecipanti
Le 10 squadre della 1. SNL 2010-2011 sono ammesse di diritto. Gli altri 18 posti sono stati assegnati alle vincitrici e alle finaliste delle 9 coppe inter–comunali.

Primorje e Drava Ptuj sono fallite durante l'estate 2011 e non sono state rimpiazzate.
| Ammesse di diritto                                                                                  | Coppe inter–comunali | Coppe inter–comunali | Coppe inter–comunali | Coppe inter–comunali |
| Ammesse di diritto                                                                                  | Associazione         | Squadre              | Squadre              |                      |
| --------------------------------------------------------------------------------------------------- | -------------------- | -------------------- | -------------------- | -------------------- |
| - Celje - Domžale - Gorica - Koper - Maribor - Nafta - Olimpia Lubiana - Rudar - Triglav - Primorje | MNZ Lubiana          | Krka                 | Interblock           |                      |
| - Celje - Domžale - Gorica - Koper - Maribor - Nafta - Olimpia Lubiana - Rudar - Triglav - Primorje | MNZ Maribor          | Limbuš Pekre         | Malečnik             |                      |
| - Celje - Domžale - Gorica - Koper - Maribor - Nafta - Olimpia Lubiana - Rudar - Triglav - Primorje | MNZ Celje            | Krško                | Šentjur              |                      |
| - Celje - Domžale - Gorica - Koper - Maribor - Nafta - Olimpia Lubiana - Rudar - Triglav - Primorje | MNZ Capodistria      | Portorož Piran       | Ilirska Bistrica     |                      |
| - Celje - Domžale - Gorica - Koper - Maribor - Nafta - Olimpia Lubiana - Rudar - Triglav - Primorje | MNZ Nova Gorica      | Adria                | Tolmin               |                      |
| - Celje - Domžale - Gorica - Koper - Maribor - Nafta - Olimpia Lubiana - Rudar - Triglav - Primorje | MNZ Murska Sobota    | Veržej               | Grad                 |                      |
| - Celje - Domžale - Gorica - Koper - Maribor - Nafta - Olimpia Lubiana - Rudar - Triglav - Primorje | MNZ Lendava          | Hotiza               | Odranci              |                      |
| - Celje - Domžale - Gorica - Koper - Maribor - Nafta - Olimpia Lubiana - Rudar - Triglav - Primorje | MNZ Goreniska-Kranj  | Šenčur               | Britof               |                      |
| - Celje - Domžale - Gorica - Koper - Maribor - Nafta - Olimpia Lubiana - Rudar - Triglav - Primorje | MNZ Ptuj             | Zavrč                | Drava Ptuj           |                      |

### Calendario
| Turno       | Date                          | Partite | Club    |
| ----------- | ----------------------------- | ------- | ------- |
| Primo turno | 23-24 agosto 2011             | 10      | 26 → 16 |
| Ottavi      | 6 settembre - 8 ottobre 2011  | 8       | 16 → 8  |
| Quarti      | 18 ottobre - 16 novembre 2011 | 8       | 8 → 4   |
| Semifinali  | 11/18 aprile 2012             | 4       | 4 → 2   |
| Finale      | 23 maggio 2012                | 1       | 2 → 1   |

## Primo turno
Le partite si sono giocate il 23 agosto e il 24 agosto 2011. Data la mancata iscrizione di Primorje e Drava Ptuj, Adria e Šentjur passano automaticamente il turno.
| Squadra 1        | Risultato             | Squadra 2     |
| ---------------- | --------------------- | ------------- |
| Krško            | 0 – 2                 | Nafta         |
| Limbuš-Pekre     | 0 – 6                 | Zavrč         |
| Krka             | 3 – 3 (dts) (8-9 dtr) | Tolmin        |
| Portorož Piran   | 1 – 6                 | Šenčur        |
| Hotiza           | 0 – 5                 | Gorica        |
| Malečnik         | 1 – 2                 | Interblock    |
| Veržej           | 2 – 3                 | Odranci       |
| Britof           | 1 – 2                 | Triglav       |
| Grad             | 1 – 3                 | Celje         |
| Ilirska Bistrica | 1 – 2                 | Rudar Velenje |

## Ottavi di finale
Entrano le 4 squadre impegnate nelle coppe europee (Maribor, Domžale, Koper ed Olimpia). Le partite si sono giocate tra il 6 settembre e l'8 ottobre 2011.
| Squadra 1 | Risultato | Squadra 2       |
| --------- | --------- | --------------- |
| Triglav   | 0 – 1     | Celje           |
| Šentjur   | 0 – 10    | Rudar Velenje   |
| Šenčur    | 1 – 0     | Nafta           |
| Zavrč     | 5 – 0     | Domžale         |
| Odranci   | 0 – 7     | Interblock      |
| Tolmin    | 1 – 2     | Gorica          |
| Koper     | 2 – 0     | Olimpia Lubiana |
| Adria     | 0 – 2     | Maribor         |

## Quarti di finale
| Squadra 1     | Totale      | Squadra 2 | Andata | Ritorno |
| ------------- | ----------- | --------- | ------ | ------- |
| Rudar Velenje | 3 – 2       | Gorica    | 2 – 1  | 1 – 1   |
| Šenčur        | 2 – 2 (gfc) | Koper     | 0 – 0  | 2 – 2   |
| Interblock    | 2 – 7       | Celje     | 2 – 0  | 0 – 7   |
| Zavrč         | 3 – 4       | Maribor   | 3 – 3  | 0 – 1   |

### Andata
| Arbitro: | Dejan Balažič |

|                      |           |                  |
| Klinar 5’ Rotman 34’ | Marcatori | 90+3’ Martinović |

| Šenčur 19 ottobre 2011, ore 15:00 UTC+2 | Šenčur            | 0 – 0 | Koper | Športni park Šenčur (300 spett.)\| Arbitro: \| Gregor Gostenčnik \| |
| Arbitro:                                | Gregor Gostenčnik |       |       |                                                                     |

| Arbitro: | Nejc Kajtazović |

|                        |           |  |
| Šporar 52’ Klebčar 88’ | Marcatori |  |

| Arbitro: | Mitja Žganec |

|                                  |           |                                              |
| Lenart 14’ Murat 28’ Šnajder 50’ | Marcatori | 32’ Filipović 55’ (rig.) Velikonja 72’ Jelič |

### Ritorno
| Arbitro: | Slavko Vinčić |

|           |           |           |
| Žigon 76’ | Marcatori | 22’ Žinko |

| Arbitro: | Damir Skomina |

|                                                                        |           |  |
| Akakpo 10’ Močivnik 22’ Firer 33’ 65’ Bezjak 80’ Žurej 82’ Đaković 90’ | Marcatori |  |

| Arbitro: | Bojan Mertik |

|                                |           |                       |
| Aljančič 32’ (aut.) Blažič 72’ | Marcatori | 37’ Pavlin 78’ Kotnik |

| Arbitro: | Nejc Kajtazović |

|               |           |  |
| Velikonja 76’ | Marcatori |  |

## Semifinali
| Squadra 1     | Totale          | Squadra 2 | Andata | Ritorno |
| ------------- | --------------- | --------- | ------ | ------- |
| Rudar Velenje | 4 – 8           | Maribor   | 2 – 4  | 2 – 4   |
| Šenčur        | 2 – 2 (7-8 dtr) | Celje     | 1 – 1  | 1 – 1   |

### Andata
| Velenje 11 aprile 2012, ore 18:00 UTC+2                                                          | Rudar Velenje | 2 – 4                                    | Maribor | Štadion Ob Jezeru (600 spett.) |
| \| \| \| \| \| Črnčič 22’ Majcen 81’ \| Marcatori \| 17’, 61’ Velikonja 58’ Mejač 65’ Ibraimi \| |               |                                          |         |                                |
|                                                                                                  |               |                                          |         |                                |
| Črnčič 22’ Majcen 81’                                                                            | Marcatori     | 17’, 61’ Velikonja 58’ Mejač 65’ Ibraimi |         |                                |

| Šenčur 11 aprile 2012, ore 17:00 UTC+2       | Šenčur    | 1 – 1 | Celje | Športni park |
| \| \| \| \| \| Verbič 86’ \| Marcatori \| \| |           |       |       |              |
|                                              |           |       |       |              |
| Verbič 86’                                   | Marcatori |       |       |              |

### Ritorno
| Maribor 18 aprile 2012, ore 17:30 UTC+2                                                              | Maribor   | 4 – 2                | Rudar Velenje | Stadion Ljudski vrt |
| \| \| \| \| \| Berić 9’ Velikonja 18’ 80’ Marcos Tavares 90’ \| Marcatori \| 8’ Rotman 38’ Klinar \| |           |                      |               |                     |
| |           |                      |               |                     |
| Berić 9’ Velikonja 18’ 80’ Marcos Tavares 90’                                                        | Marcatori | 8’ Rotman 38’ Klinar |               |                     |

| Celje 18 aprile 2011, ore 16:30 UTC+2                                                   | Celje                | 1 – 1      | Šenčur | Arena Petrol |
| \| \| \| \| \| Žurej 90’ \| Marcatori \| 57’ Kotnik \| \| \| Tiri di rigore 8 – 7 \| \| |                      |            |        |              |
|                                                                                         |                      |            |        |              |
| Žurej 90’                                                                               | Marcatori            | 57’ Kotnik |        |              |
|                                                                                         | Tiri di rigore 8 – 7 |            |        |              |

## Finale
| Arbitro: | Matej Jug (Tolmino) |

|                                            |                      |                                   |
| Volaš 46’ Črnic 99’                        | Marcatori            | 36’ Romih 91’ Verbič              |
| Cvijanovič Rajčevič Volaš Mejač M. Tavares | Tiri di rigore 3 – 2 | Verbič Gobec Bezjak Romih Centrih |

| Maribor | Celje |

|                 |    |                     |           |     |
|                 |    |                     |           |     |
| P               | 12 | Marko Pridigar      |           |     |
|                 | 26 | Aleksander Rajčević |           |     |
|                 | 28 | Mitja Viler         | 88’       |     |
|                 | 7  | Aleš Mejač          | 36’       |     |
|                 | 44 | Arghus              |           |     |
|                 | 20 | Goran Cvijanović    | 94’       |     |
|                 | 8  | Dejan Mezga         |           | 67’ |
|                 | 70 | Aleš Mertelj        |           |     |
|                 | 11 | Etien Velikonja     |           | 91’ |
|                 | 10 | Agim Ibraimi        | 13’, 117’ |     |
|                 | 32 | Robert Berić        |           | 46’ |
| A disposizione: |    |                     |           |     |
| P               | 33 | Jasmin Handanović   |           |     |
|                 | 17 | Dalibor Volaš       | 110’      | 46’ |
|                 | 9  | Marcos Tavares      |           | 67’ |
|                 | 92 | Matic Črnic         |           | 91’ |
|                 | 36 | Aleš Majer          |           |     |
|                 | 4  | Jovan Vidović       |           |     |
|                 | 5  | Željko Filipović    |           |     |
| Allenatore:     |    |                     |           |     |
| Darko Milanič   |    |                     |           |     |

| P               | 1  | Amel Mujčinović  |        |      |
|                 | 26 | Matej Centrih    |        |      |
|                 | 88 | Klemen Medved    | 22’    | 48’  |
|                 | 15 | Bekim Kapić      | 59’    |      |
|                 | 25 | Sebastjan Gobec  | 86’    |      |
|                 | 13 | Saša Bakarič     |        |      |
|                 | 28 | Marijo Moćić     | , 119’ | 100’ |
|                 | 3  | Saša Kovjenić    |        | 57’  |
|                 | 8  | Alen Romih       | 36’    |      |
|                 | 21 | Stefan Ristovski | 15’    |      |
|                 | 11 | Roman Bezjak     |        |      |
| A disposizione: |    |                  |        |      |
| P               | 31 | Matic Kotnik     |        |      |
|                 | 14 | Jure Škafar      |        | 48’  |
|                 | 19 | Benjamin Verbič  | 92’    | 57’  |
|                 | 9  | Tadej Kotnik     | 110’   | 100’ |
|                 | 18 | David Bezovnik   |        |      |
|                 | 23 | Tadej Gaber      |        |      |
|                 | 30 | Tadej Vidmajer   |        |      |
| Allenatore:     |    |                  |        |      |
| Damijan Romih   |    |                  |        |      |